# يعقوب بك مزكا
يعقوب بك مزكا هو سياسي عثماني شغل منصب والي في الدولة العثمانية.

## مناصبه
تولى المناصب التالية:
- سنجق بك الأرناؤوط (1437–1437)
- سنجق بك الأرناؤوط (1441–1442)